# Circolo Tennis Barletta Hugo Simmen
Il Circolo Tennis Barletta Hugo Simmen è un impianto sportivo di Barletta, che comprende 7 campi da tennis in terra rossa. 

## Storia
Fondato nel 1965 grazie a una ventina di soci, è cresciuto nel tempo fino ad ospitare dal 1996, l'Open Barletta, evento 95 ATP.
Nel 1969 ha ospitato un incontro di Coppa Davis, mentre nel 1971 uno di Coppa Davis femminile, tra Italia e Germania.
Nel 2003, Rafael Nadal ha vinto il suo primo Challenger sui campi del Circolo Tennis Barletta.

## Coppa Davis
Il Circolo Tennis Barletta ha ospitato la sfida di Coppa Davis 1969 tra Italia e Austria, valida per la semifinale zona europea e disputata tra il 23 e il 23 maggio 1969, vinta con il punteggio di 5-0 dagli Azzurri, su un campo in terra rossa battuta